# Runnells
Runnells és una població dels Estats Units a l'estat d'Iowa. Segons el cens del 2000 tenia 352 habitants.

## Demografia
Segons el cens del 2000, Runnells tenia 352 habitants, 143 habitatges, i 96 famílies. La densitat de població era de 323,6 habitants/km².
Dels 143 habitatges en un 32,2% hi vivien nens de menys de 18 anys, en un 58% hi vivien parelles casades, en un 7,7% dones solteres, i en un 32,2% no eren unitats familiars. En el 29,4% dels habitatges hi vivien persones soles el 16,8% de les quals corresponia a persones de 65 anys o més que vivien soles. El nombre mitjà de persones vivint en cada habitatge era de 2,46 i el nombre mitjà de persones que vivien en cada família era de 3,05.
Per edats la població es repartia de la següent manera: un 26,1% tenia menys de 18 anys, un 6,5% entre 18 i 24, un 27,8% entre 25 i 44, un 25,6% de 45 a 60 i un 13,9% 65 anys o més.
L'edat mediana era de 36 anys. Per cada 100 dones de 18 o més anys hi havia 92,6 homes.
La renda mediana per habitatge era de 41.250 $ i la renda mediana per família de 50.000 $. Els homes tenien una renda mediana de 36.458 $ mentre que les dones 26.563 $. La renda per capita de la població era de 17.643 $. Cap de les famílies i el 2,8% de la població estaven per davall del llindar de pobresa.

## Poblacions més properes
El següent diagrama mostra les poblacions més properes.